# Adolf z Kleve
Adolf z Kleve (ur. 28 czerwca 1425, zm. 18 września 1492 w Brukseli) – pan Ravensteinu i Wijnendale z rodu książąt Kleve, bliski współpracownik książąt burgundzkich, namiestnik Karola Zuchwałego w Niderlandach, opiekun małoletniego Filipa I Pięknego.

## Życiorys
Adolf był młodszym synem księcia Kleve i hrabiego Mark Adolfa II (III) oraz Marii z Burgundii. Młodość spędził wraz ze starszym bratem Janem na dworze dziadka ze strony matki, księcia Burgundii i hrabiego Flandrii Jana bez Trwogi. Po śmierci ojca Jan powrócił nad Ren i objął księstwo Kleve i hrabstwo Mark, natomiast Adolf pozostał na dworze burgundzkim, a w 1450 przyznano mu dobra w Brabancji, w tym Ravenstein, i część wiana matki, w tym Wijnendale. W faktyczne ich posiadanie wszedł jednak znacznie później.
Adolf należał do najbliższego kręgu współpracowników księcia burgundzkiego Filipa Dobrego, a następnie jego syna Karola Zuchwałego. W 1446/1447 Filip bezskutecznie starał się o jego nominację na arcybiskupa Kolonii. Adolf otrzymał jednak książęcą pensję i został członkiem zakonu Złotego Runa, błyszczał na turniejach. Był jednym z wodzów burgundzkich wojsk w kampaniach prowadzonych w latach 60. XV w.. W 1475 książę Karol powierzył mu funkcję namiestnika Niderlandów, podczas gdy sam ruszył na kampanię przeciwko Lotaryngii.
Gdy na początku stycznia 1477 Karol zginął, jego córka Maria jeszcze w tym samym miesiącu mianowała Adolfa regentem krajów książąt burgundzkich. 7 lipca 1477 Adolf został mianowany przez Marię namiestnikiem Hainaut (pełnił tę funkcję do 1482). Podobnie jak swój brat Jan, także Adolf pragnął doprowadzić do ślubu Marii ze swoim synem. Nawet po wyborze przez Marię na męża Maksymiliana Habsburga pozycja Adolfa na dworze burgundzkim pozostała bardzo silna: to on nadał Maksymilianowi godność rycerza Złotego Runa, a w 1478 został ojcem chrzestnym syna Marii i Maksymiliana, Filipa. Po śmierci Marii w marcu 1482 został opiekunem i wychowawcą małoletniego księcia oraz wiodącym członkiem rady regencyjnej ustanowionej przez Maksymiliana do sprawowania rządów w imieniu Filipa. Później pełnił tę samą rolę dla opozycji antyhabsburskiej.
Gdy w 1484 wybuchła wojna między Maksymilianem i stanami Niderlandów, Adolf doprowadził do zawarcia w kolejnym roku pokoju między zwaśnionymi stronami. Nadal pozostawał wychowawcą księcia Filipa. Jego główną troską było jednak doprowadzenie do zgody między Maksymilianem a swoim synem Filipem.

## Rodzina
Adolf był dwukrotnie żonaty. 6 maja 1453 poślubił Beatrycze (zmarłą w 1462), córkę spokrewnionego z książętami burgundzkimi regenta Portugalii Piotra, księcia Coimbry. Z tego małżeństwa pochodził syn Filip (przy narodzinach Filipa użyto cesarskiego cięcia). 21 czerwca 1470 Adolf ożenił się z Anną (zmarłą w 1507), nieślubną córką księcia Burgundii Filipa III Dobrego. To małżeństwa pozostało bezdzietne.